# Türkmenbaşy
Türkmenbaşy (în rusă Туркменбашы, transliterat: Turkmenbașî, între 1869 și 1993, Krasnovodsk, în rusă Красновoдск) este un oraș din Turkmenistan, port la Marea Caspică, în provincia Balkan. În timpul Imperiului Rus și al Uniunii Sovietice, numele era Krasnovodsk („Orașul Apei Roșii”), traducerea numelui local turkmen Kîzîl Su („Apa roșie”).
După destrămarea Uniunii Sovietice și obținerea independenței de către Turkmenistan, sub regimul lui Saparmurat Niyazov, în cadrul campaniei acestuia de cult al personalității, orașul a primit un nume nou: Türkmenbaşy „Mai marele turkmenilor”, totodată supranumele președintelui Sapamurat Niyazov, imitând supranumele președintelui reformator al Turciei moderne, Mustafa Kemal Atatürk „Tatăl turcilor”.

## Istorie
O așezare rusească se afla prin anul 1717. După ce a fost abandonată timp de peste 150 de ani, în anul 1869 a fost fondată noua așezare, care a devenit oraș prin anul 1896, cu numele de Krasnovodsk.
În anul 1993, sub președintele Saparmurat Niyazov, orașul a primit numele actual.

## Populația
Majoritatea populației orașului Türkmenbaşy o formează rușii și azerii.

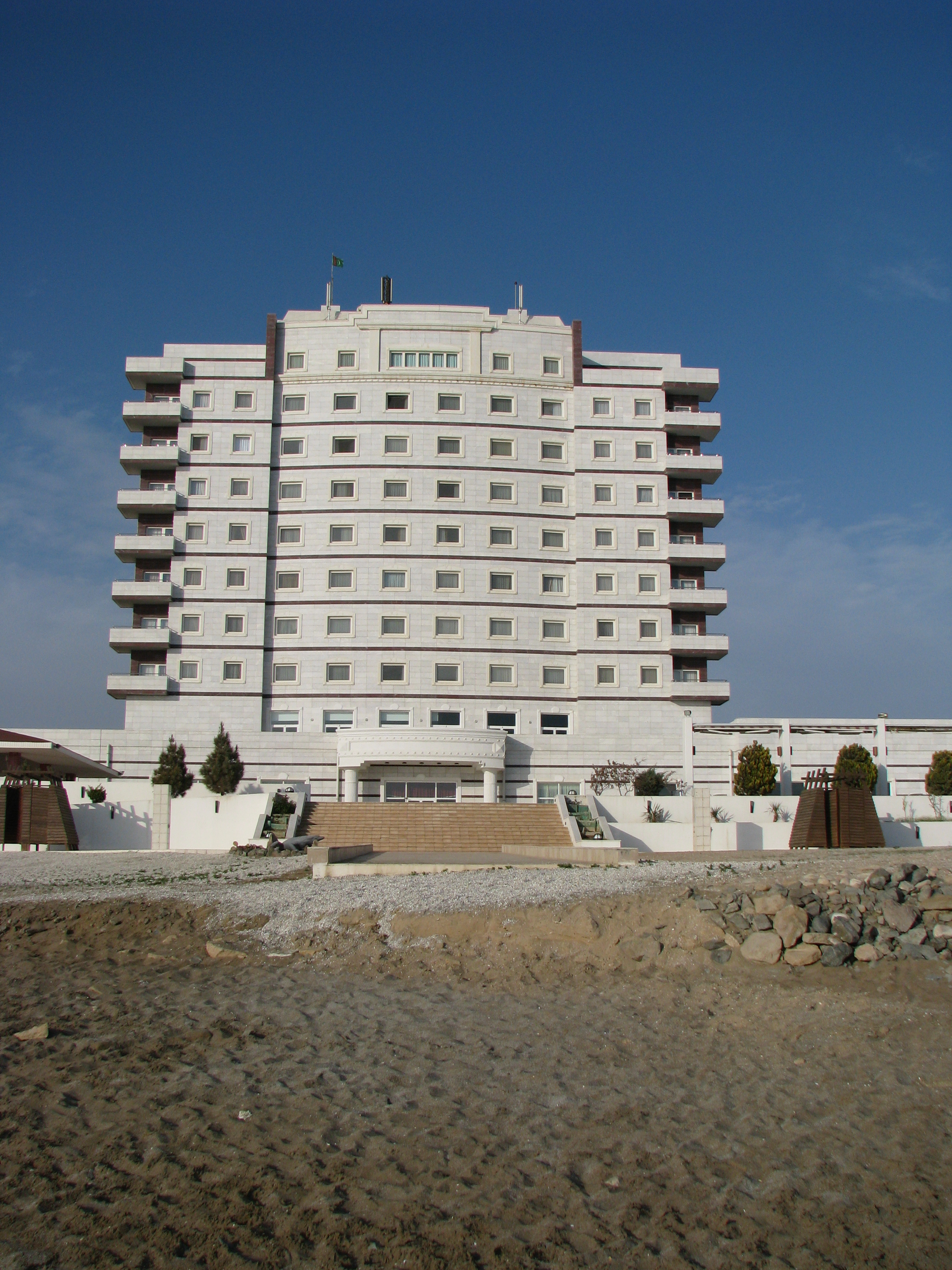
Hotelul „Serdar” în zona turistică Avaza

Evoluția demografică:
- 1913 - 7.000 locuitori,
- 1939 - 21.000 locuitori,
- 1972 - 51.000 locuitori,
- 1979 - 53.131 locuitori
- 1989 - 58.900 locuitori,
- 1995 - 63.000 locuitori,
- 2005 - 68.292 locuitori,
- 2010 - 73 803 locuitori.

## Cultură
În oraș, se află un muzeu de istorie și de istorie naturală, iar în apropierea orașului se află o mare rezervație naturală.

## Economia

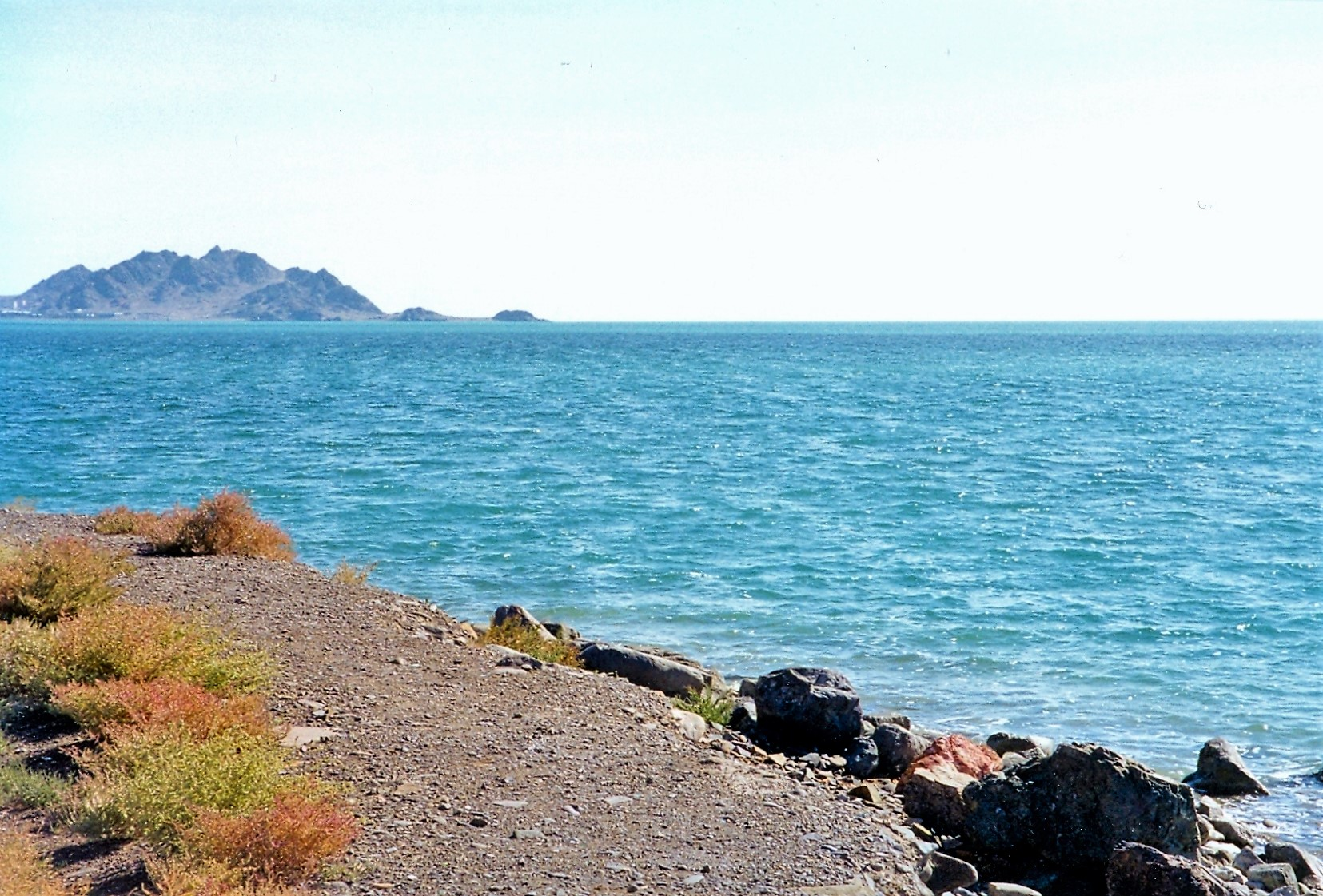
Ţărmul Mării Caspice la Türkmenbaşy

Prelucrarea petrolului, industria alimentară (îndeosebi pescuitul și prelucrarea peștelui), industria ușoară și șantierele navale constituie baza economică a orașului Türkmenbaşy.

#### Transporturi
Türkmenbaşy este legat de capitala Aşgabat printr-o linie aeriană.
Orașul Türkmenbaşy se află la capătul căii ferate Trans-Caspice, care unește diferite orașe din Asia Centrală. Totodată, prin orașul Türkmenbaşy, trece prelungirea drumului european E60, care îl leagă de alte orașe ale Turkmenistanului: Aşgabat, Mary, precum și de alte orașe ale unor țări din Asia Centrală.

## Galerie de imagini

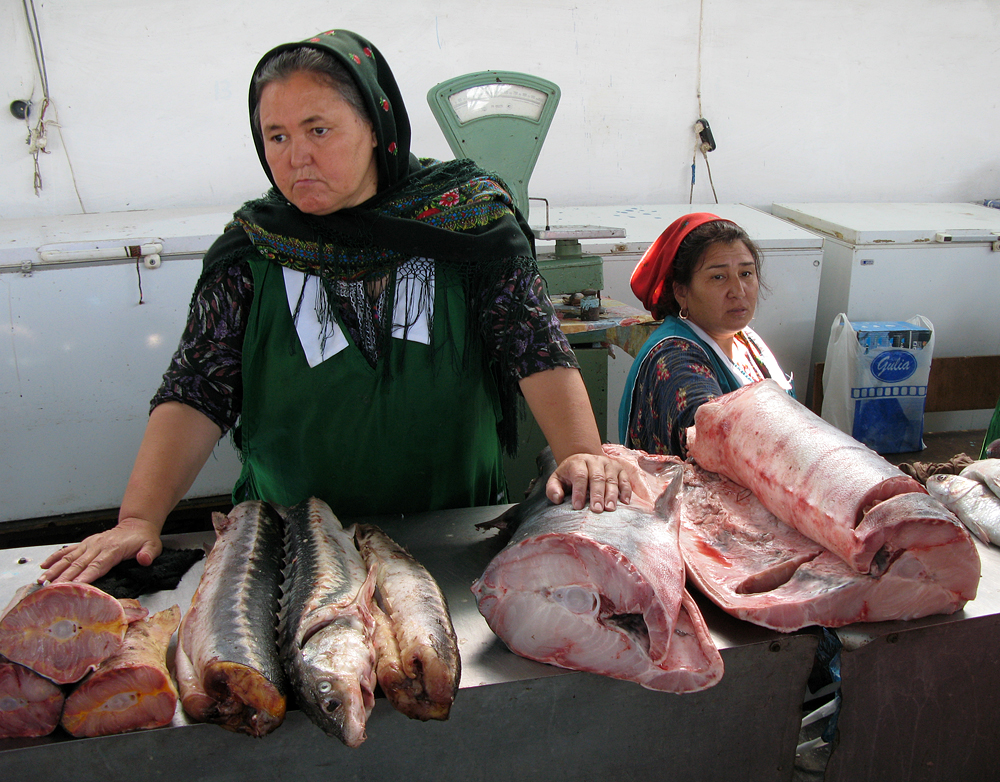
Piața de sturioni din Türkmenbaşy
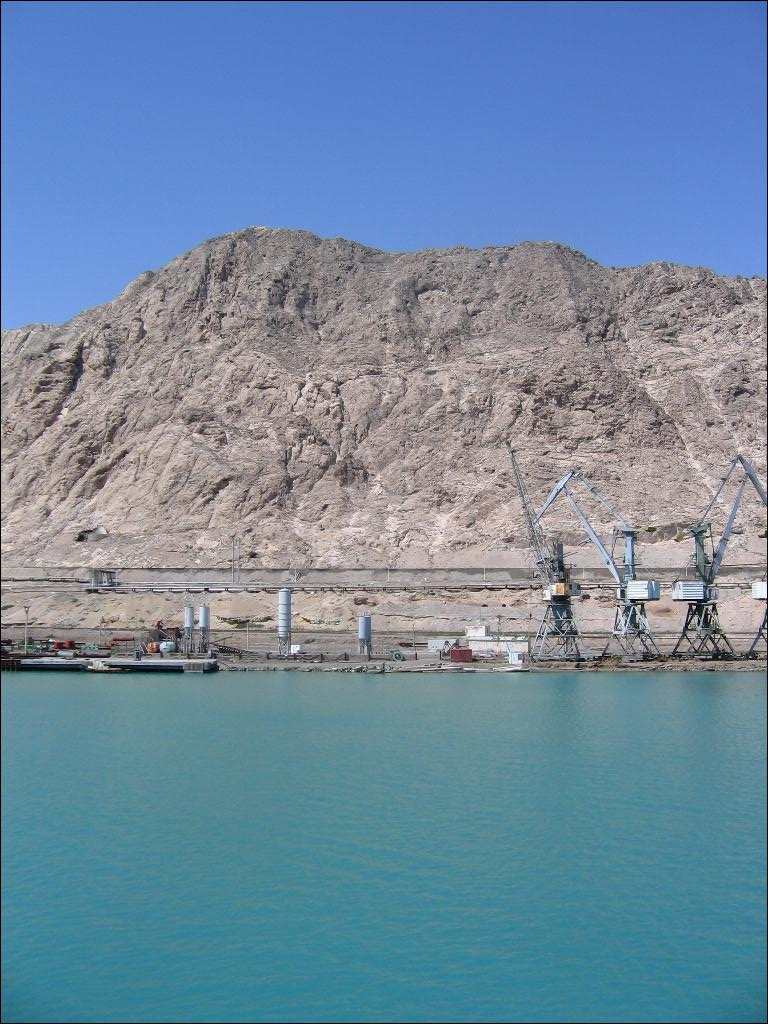
Portul Türkmenbaşy, la Marea Caspică, vedere dinspre larg